# Serie B (Italia) 2013-14
La temporada de Serie B 2013/14 fue la 82ª edición de la Serie B, segunda división del fútbol italiano.

## Equipos participantes
| Club                                                                           | Ciudad                  | Temporada 2012/13       | Estadio                          | Aforo  |
| ------------------------------------------------------------------------------ | ----------------------- | ----------------------- | -------------------------------- | ------ |
| Avellino                                                                       | Avellino                | 1° en Prima Divisione B | Stadio Partenio-Adriano Lombardi | 24.600 |
| Bari                                                                           | Bari                    | 9° en Serie B           | Stadio San Nicola                | 58.248 |
| Brescia                                                                        | Brescia                 | 6º en Serie B           | Stadio Mario Rigamonti           | 27.592 |
| Cesena                                                                         | Cesena                  | 16º en Serie B          | Stadio Dino Manuzzi              | 23.850 |
| Cittadella                                                                     | Cittadella              | 15º en Serie B          | Stadio Piercesare Tombolato      | 9.631  |
| Crotone                                                                        | Crotone                 | 11º en Serie B          | Stadio Ezio Scida                | 9.996  |
| Empoli                                                                         | Empoli                  | 4º en Serie B           | Stadio Carlo Castellani          | 19.795 |
| Juve Stabia                                                                    | Castellammare di Stabia | 14° en Serie B          | Stadio Romeo Menti               | 12.800 |
| Modena                                                                         | Módena                  | 8º en Serie B           | Alberto Braglia                  | 20.507 |
| Novara                                                                         | Novara                  | 5º en Serie B           | Stadio Silvio Piola (Nov)        | 17.875 |
| Padova                                                                         | Padua                   | 12º en Serie B          | Stadio Euganeo                   | 32.336 |
| Palermo                                                                        | Palermo                 | 18º en Serie A          | Stadio Renzo Barbera             | 37.460 |
| Pescara                                                                        | Pescara                 | 20º en Serie A          | Stadio Adriatico                 | 24.500 |
| Reggina                                                                        | Reggio Calabria         | 17º en Serie B          | Stadio Oreste Granillo           | 27.763 |
| Siena                                                                          | Siena                   | 19º en Serie A          | Artemio Franchi (Siena)          | 15.373 |
| Spezia                                                                         | La Spezia               | 13º en Serie B          | Stadio Alberto Picco             | 10.336 |
| Ternana                                                                        | Terni                   | 10º en Serie B          | Stadio Libero Liberati           | 17.460 |
| Trapani                                                                        | Trapani                 | 1° en Prima Divisione A | Stadio Polisportivo Provinciale  | 6.776  |
| Varese                                                                         | Varese                  | 7º en Serie B           | Stadio Franco Ossola             | 9.926  |
| Archivo:600px 600px pentasection vertical Black HEX-DE1100.svg Virtus Lanciano | Lanciano                | 18º en Serie B          | Stadio Guido Biondi              | 4.882  |

## Clasificación
- actualizado 1 de junio de 2014

|  |     | Equipos de fútbol | P. J. | G. | E. | P. | G. F. | G. C. | Dif. | Pts. |
|  | --- | ----------------- | ----- | -- | -- | -- | ----- | ----- | ---- | ---- |
|  | 1.  | Palermo (A)       | 42    | 25 | 11 | 6  | 62    | 28    | +34  | 86   |
|  | 2.  | Empoli (A)        | 42    | 20 | 12 | 10 | 59    | 35    | +24  | 72   |
|  | 3.  | Latina            | 42    | 18 | 14 | 10 | 44    | 36    | +12  | 68   |
|  | 4.  | Cesena(A)         | 42    | 17 | 15 | 10 | 45    | 35    | +10  | 66   |
|  | 5.  | Modena            | 42    | 16 | 16 | 10 | 65    | 43    | +22  | 64   |
|  | 6.  | Bari (-4)         | 42    | 19 | 10 | 13 | 52    | 43    | +9   | 63   |
|  | 7.  | Crotone           | 42    | 17 | 12 | 13 | 56    | 52    | +4   | 63   |
|  | 8.  | Spezia            | 42    | 16 | 14 | 12 | 46    | 48    | -2   | 62   |
|  | 9.  | Siena (-8) (D)    | 42    | 18 | 15 | 9  | 57    | 41    | +16  | 61   |
|  | 10. | Virtus Lanciano   | 42    | 15 | 15 | 12 | 44    | 45    | -1   | 60   |
|  | 11. | Brescia           | 42    | 15 | 14 | 13 | 56    | 53    | +3   | 59   |
|  | 12. | Avellino          | 42    | 15 | 14 | 13 | 48    | 45    | +3   | 59   |
|  | 13. | Carpi             | 42    | 16 | 11 | 15 | 50    | 49    | +1   | 59   |
|  | 14. | Trapani           | 42    | 14 | 15 | 13 | 58    | 54    | +4   | 57   |
|  | 15. | Pescara           | 42    | 13 | 13 | 16 | 50    | 53    | -3   | 52   |
|  | 16. | Ternana           | 42    | 12 | 15 | 15 | 54    | 56    | -2   | 51   |
|  | 17. | Cittadella        | 42    | 11 | 14 | 17 | 42    | 49    | -7   | 47   |
|  | 18. | Varese            | 42    | 12 | 11 | 19 | 51    | 63    | -12  | 47   |
|  | 19. | Novara(D)         | 42    | 10 | 14 | 18 | 40    | 58    | -18  | 44   |
|  | 20. | Padova(D)         | 42    | 10 | 11 | 21 | 45    | 63    | -18  | 41   |
|  | 21. | Reggina (D) (-1)  | 42    | 6  | 11 | 25 | 38    | 70    | -32  | 28   |
|  | 22. | Juve Stabia (D)   | 42    | 2  | 13 | 27 | 37    | 80    | -43  | 19   |

 Reggina: -1 Punto 
Bari: -4 Puntos 
Siena: -8 Puntos
Fuente: Serie B
Pts. = Puntos; P. J. = Partidos jugados; G. = Partidos ganados; E. = Partidos empatados; P. = Partidos perdidos; G. F. = Goles a favor; G. C. = Goles en contra; Dif. = Diferencia de goles